# بری فاستر (بازیکن فوتبال)
بری فاستر (انگلیسی: Barry Foster؛ زادهٔ ۲۱ سپتامبر ۱۹۵۱) بازیکن فوتبال اهل بریتانیا است.
از باشگاه‌هایی که در آن بازی کرده‌است می‌توان به باشگاه فوتبال منزفیلد تاون و باشگاه فوتبال بوستون یونایتد اشاره کرد.